# Novénkaia (Astracan)
|  | Per a altres significats, vegeu «Novénkaia». |

Novénkaia (en rus: Новенькая) és un poble de l'óblast d'Astracan, a Rússia, segons el cens del 2010 no tenia cap habitant.